# Jean Nicolas Jacques Parisot
Pour les articles homonymes, voir Parisot.
Jean Nicolas Jacques Parisot (5 janvier 1757, Les Riceys - 21 décembre 1838 au même lieu) est un avocat et homme politique français.

## Biographie
Il nait à Ricey-Haute-Rive le 5 janvier 1757, fils de Jacques Parisot, "avocat en parlement" et de Marie Claire Joseph Pidansat; son parrain est Jean Nicolas Pidansat, maître d'hôtel du duc d'Orléans et il a pour marraine son aïeule Nicole Picardat veuve de François Pierre Pidansat, bailli de la duché, pairie d'Aumont, et subdélégué des prévôt des marchands et échevins de la Ville de Paris, demeurant à Chaource.  
Il est le neveu de l'écrivain Mathieu François Pidansat de Mairobert (1737-1779). 
Avocat, il est élu député du tiers-état du bailliage de Bar-sur-Seine aux états généraux de 1789. 
Il est président du tribunal criminel de l'Aube à partir du 1 germinal an XIII.  Il est conseiller en la cour royale de Paris pendant vingt ans.
En 1826, il se retire aux Riceys  où il meurt le 21 décembre 1838.